# 2gether: The Series (serie televisiva 2020)
2gether The Series (Thai: 	เพราะเราคู่กัน; letteralmente: Perché siamo insieme) è una serie televisiva thailandese interpretata da Vachirawit "Bright" Chiva-aree e Metawin "Win" Opas-iamkajorn. La serie, un adattamento dell'omonimo romanzo thailandese del 2019 di JittiRain, segue la storia di due ragazzi del college che passano dall'essere in una finta relazione romantica allo svilupparsi in una vera coppia. Diretta da Weerachit Thongjila e prodotta da GMMTV insieme a Housestories 8, la serie è stata una delle dodici serie televisive per il 2020 presentate da GMMTV nel loro evento "New & Next" il 15 ottobre 2019. È stata presentata in anteprima su GMM 25 e LINE TV il 21 febbraio 2020, trasmesso il venerdì alle 21:30 ICT (in precedenza, alle 22:00 ICT per i primi sette episodi) e alle 23:00 ICT, rispettivamente. La serie si è conclusa il 15 maggio 2020.
Grazie alla sua immensa popolarità, la serie è considerata uno dei maggiori contributori nel portare il genere boys' love alla ribalta internazionale. È diventata la serie thailandese più vista nel suddetto genere su diversi siti di streaming video, tra cui LINE TV e YouTube, dopo soli 3 mesi dalla messa in onda del suo episodio finale. Il successo della serie ha poi portato a un sequel speciale di 5 episodi intitolato Still 2gether, andato in onda il 14 agosto 2020, seguito da un film intitolato 2gether: The Movie, annunciato per il 22 aprile 2021, ma è stato posticipato a causa dell'emergenza Covid-19, il film uscirà nelle sale giapponesi il 4 giugno 2021. La serie è anche disponibile per lo streaming su Netflix in alcune regioni (Sud Corea).

## Personaggi

### Personaggi principali
- Tine Teepakorn, interpretato da Metawin Opas-iamkajorn (Win)

Tine è un ragazzo che frequenta il primo anno di università della facoltà di legge, si autodefinisce "un ragazzo chic" e fa parte della squadra di cheerleader dell'istituto. Tine in passato ha frequentato diverse ragazze, ma le sue relazioni non sono mai durate a lungo. Il primo giorno di scuola viene subito approcciato da Green, un ragazzo gay che si è infatuato di lui. Nonostante i continui rifiuti da parte di Tine, Green continua a perseguitarlo, e per questo Tine si farà convincere dai suoi amici a fingere di essere il ragazzo di Sarawat, uno degli studenti più popolari della scuola. Per cercare di convincere il ragazzo a fingersi il suo fidanzato si iscriverà al club di musica.
- Sarawat Guntithanon, interpretato da Vachirawit Chiva-aree (Bright)

Sarawat è un ragazzo che frequenta il primo anno di università della facoltà di scienze politiche, è uno degli studenti più popolari, è il chitarrista dei Ctr+S, la band del club di musica, e fa parte della squadra di calcio della facoltà di scienze politiche. Per via del suo aspetto e della popolarità è sempre inseguito da numerose ragazze, ma non ha mai avuto una fidanzata per via del suo carattere introverso. Quando Tine gli chiede di fingersi il suo fidanzato inizialmente rifiuta, ma poi si fa convincere.

### Personaggi secondari
- Green, interpretato da Korawit Boonsri (Gun)
- Dim, interpretato da Sivakorn Lertchuchot (Guy)
- Man, interpretato da Chinnarat Siriphongchawalit (Mike)
- Type, interpretato da Jirakit Kuariyakul (Toptap)
- Mil, interpretato da Sattabut Laedeke (Drake)
- Phukong, interpretato da Thanatsaran Samthonglai (Frank)
- Air, interpretata da Pornnappan Pornpenpipat (Nene)
- Pear, interpretata da Pattranite Limpatiyakorn (Love)
- Boss, interpretato da Chanagun Arpornsutinan (Gunsmile)

### Altri personaggi
- Fong, interpretato da Thanawat Rattanakitpaisan (Khaotung)
- Phuak, interpretato da Pluem Pongpisal
- Ohm, interpretato da Chayakorn Jutamat (JJ)
- Fang, interpretata da Phakjira Kanrattanasoot (Nanan)
- Noomnim, interpretata da Benyapa Jeenprasom (View)
- Chat, interpretato da Chalongrat Novsamrong (First)
- Pam, interpretata da Sarocha Burintr (Gigie)

## Episodi
| Stagione       | Episodi | Prima TV originale |
| -------------- | ------- | ------------------ |
| Prima stagione | 13      | 2020               |